# رابرت هگیگ
رابرت هاگیاگ (۵ اکتبر ۱۹۱۳ – ۱ مارس ۲۰۰۹) تهیه‌کننده فیلم ایتالیایی-آمریکایی بود.

## زندگی
او در سال ۱۹۱۳ در طرابلس، لیبی ایتالیا متولد شد. در سال ۱۹۶۶ جایزه دیوید دی دوناتلو را برای «بهترین تولید» دریافت کرد.

## فیلم‌شناسی
- ۱۹۵۰: دزد ونیزی
- ۱۹۵۴: کنتس پابرهنه
- ۱۹۶۵: پرندگان، زنبورها و ایتالیایی‌ها
- ۱۹۶۷: اوج
- ۱۹۶۸: آب‌نبات
- ۱۹۹۳: لیدی چترلی